# Bahnstrecke Pålsboda–Finspång
| Bahnhof Finspång (2011) |                             |                                          |                                          |
| Streckennummer: | PFJ                         |                                          |                                          |
| Streckenlänge: | 58 km                       |                                          |                                          |
| Spurweite: | 891 mm (schwed. 3-Fuß-Spur) |                                          |                                          |
| Maximale Neigung: | 16,67 ‰                     |                                          |                                          |
| Minimaler Radius: | 270 m                       |                                          |                                          |
| Streckengeschwindigkeit: | 25 km/h                     |                                          |                                          |
| |                             |                                          |                                          |
| \| \| \| Västra stambanan von Katrineholm \| \| \| \| 30,4 \| Pålsboda \| Pålsboda \| \| \| \| Örebro–Pålsboda Järnväg nach Örebro \| \| \| \| \| Västra stambanan nach Hallsberg \| \| \| \| 36,5 \| Svennevad \| Svennevad \| \| \| 42,5 \| Glottra \| Glottra \| \| \| \| Anschlussstelle Glottrasjön \| \| \| \| 50,6 \| Hjortkvarn \| Hjortkvarn \| \| \| 55,0 0,0 \| Tornfors \| Tornfors \| \| \| \| \| \| \| \| 2,0 \| Björnhammar \| Björnhammar \| \| \| 57,4 \| Trolleflod \| Trolleflod \| \| \| 60,5 \| Örmon \| Örmon \| \| \| 63,8 \| Skönnarbo \| Skönnarbo \| \| \| 66,4 0,0 \| Ljusfallshammar \| Ljusfallshammar \| \| \| \| \| \| \| \| 4,0 \| Grytgöls Bruk (Spurweite 600 mm)[1] \| Grytgöls Bruk (Spurweite 600 mm)[1] \| \| \| 70,1 \| Prästköp \| Prästköp \| \| \| 73,4 \| Borggård \| Borggård \| \| \| \| Anschlussstelle Stora Tron \| \| \| \| 74,9 \| Hällestad \| Hällestad \| \| \| 78,3 \| Sonstorp \| Sonstorp \| \| \| \| Finspång–Norsholms Järnväg nach Norsholm \| \| \| \| 87,9 0,0 \| Finspång (früher Pers.-Halt) \| Finspång (früher Pers.-Halt) \| \| \| \| Bahnstrecke Finspång–Lotorp \| \| \| \| \| \| \| \| Quellen: [2] \| \| \| \| |                             |                                          |                                          |
| Strecke |                             | Västra stambanan von Katrineholm         | Västra stambanan von Katrineholm         |
| Bahnhof | 30,4                        | Pålsboda                                 | Pålsboda                                 |
| Abzweig geradeaus und ehemals nach rechts |                             | Örebro–Pålsboda Järnväg nach Örebro      | Örebro–Pålsboda Järnväg nach Örebro      |
| Abzweig ehemals geradeaus und nach rechts |                             | Västra stambanan nach Hallsberg          | Västra stambanan nach Hallsberg          |
| Bahnhof (Strecke außer Betrieb) | 36,5                        | Svennevad                                | Svennevad                                |
| Haltepunkt / Haltestelle (Strecke außer Betrieb) | 42,5                        | Glottra                                  | Glottra                                  |
| Abzweig geradeaus und nach rechts (Strecke außer Betrieb) |                             | Anschlussstelle Glottrasjön              | Anschlussstelle Glottrasjön              |
| Bahnhof (Strecke außer Betrieb) | 50,6                        | Hjortkvarn                               | Hjortkvarn                               |
| Bahnhof (Strecke außer Betrieb) | 55,0 0,0                    | Tornfors                                 | Tornfors                                 |
| Strecke von links (außer Betrieb) · Abzweig geradeaus und nach rechts (Strecke außer Betrieb) |                             |                                          |                                          |
| Betriebs-/Güterbahnhof Streckenende (Strecke außer Betrieb) · Strecke (außer Betrieb) | 2,0                         | Björnhammar                              | Björnhammar                              |
| Haltepunkt / Haltestelle (Strecke außer Betrieb) | 57,4                        | Trolleflod                               | Trolleflod                               |
| Bahnhof (Strecke außer Betrieb) | 60,5                        | Örmon                                    | Örmon                                    |
| Bahnhof (Strecke außer Betrieb) | 63,8                        | Skönnarbo                                | Skönnarbo                                |
| Bahnhof (Strecke außer Betrieb) | 66,4 0,0                    | Ljusfallshammar                          | Ljusfallshammar                          |
| Abzweig geradeaus und nach links (Strecke außer Betrieb) · Strecke von rechts (außer Betrieb) |                             |                                          |                                          |
| Strecke (außer Betrieb) · Betriebs-/Güterbahnhof Streckenende (Strecke außer Betrieb) | 4,0                         | Grytgöls Bruk (Spurweite 600 mm)         | Grytgöls Bruk (Spurweite 600 mm)         |
| Bahnhof (Strecke außer Betrieb) | 70,1                        | Prästköp                                 | Prästköp                                 |
| Haltepunkt / Haltestelle (Strecke außer Betrieb) | 73,4                        | Borggård                                 | Borggård                                 |
| Abzweig geradeaus und nach rechts (Strecke außer Betrieb) |                             | Anschlussstelle Stora Tron               | Anschlussstelle Stora Tron               |
| Bahnhof (Strecke außer Betrieb) | 74,9                        | Hällestad                                | Hällestad                                |
| Bahnhof (Strecke außer Betrieb) | 78,3                        | Sonstorp                                 | Sonstorp                                 |
| Abzweig ehemals geradeaus und von rechts |                             | Finspång–Norsholms Järnväg nach Norsholm | Finspång–Norsholms Järnväg nach Norsholm |
| Betriebs-/Güterbahnhof Strecke ab hier außer Betrieb | 87,9 0,0                    | Finspång (früher Pers.-Halt)             | Finspång (früher Pers.-Halt)             |
| Strecke (außer Betrieb) |                             | Bahnstrecke Finspång–Lotorp              | Bahnstrecke Finspång–Lotorp              |
| |                             |                                          |                                          |
| Quellen: |                             |                                          |                                          |

Die Bahnstrecke Pålsboda–Finspång war eine schmalspurige Eisenbahnstrecke zwischen Finspång in Östergötland und Pålsboda an der Västra stamban in Närke in Schweden. Sie hatte eine Spurweite von 891 mm und wurde von der Pålsboda–Finspångs Jernvägsaktiebolag (PFJ) errichtet. Von der 58 km langen Strecke lagen 31,6 km in Örebro län und 26,4 km in Östergötlands län.

## Geschichte
In den 1870er Jahren gab es von Närke nach Östergötland nur schlecht ausgebaute Straßen. Mit der beginnenden Industrialisierung wurden Erz und Kohle gefördert und zu Eisen verarbeitet, das zu oder von den Gießereien und Schmieden transportiert werden musste. Überall dort, wo Wasser und Holz zur Verfügung standen, entstanden Betriebe. Die Transporte waren umständlich, aber die Transportkosten fielen nicht so sehr ins Gewicht und auch Arbeitslöhne waren niedrig. Zwar gab es Erz und andere Bodenschätze auch im Grubengebiet des nördlichen Östergötland, aber diese waren nicht von der Qualität, dass sich die Verarbeitung lohnte. Allerdings werden heute wieder Versuche gemacht, diese Bodenschätze zu erschließen, wie in jüngster Zeit bei der Schwefelkiesgrube in Sätra.
Nach dem Deutsch-Französischen Krieg 1870–1871 folgte europaweit ein Aufschwung in Industrie und Handwerk. Die Nachfrage aus dem Ausland nach Eisen und Holz stieg, so dass nach verbesserten Transportmöglichkeiten gesucht werden musste. Nach der Eröffnung der Västra stambanan 1862 erkannte der Besitzer der Finspångverken in Finspång, Carl Edvard Ekman, dass man abseits der Hauptverkehrsadern mit der Konkurrenz nicht mithalten kann. Finspångverken waren mehr als drei Jahrhunderte Schwedens größte Kanonengießerei. So schlug Ekmann vor, eine Bahnstrecke von Finspång zu einem geeigneten Anschlussbahnhof an der Västra stambanan zu errichten. Die anderen Fabrikbesitzer in der Region und die Gemeinden erkannten ebenso die Notwendigkeit und die Vorteile, die eine Bahnstrecke mit sich bringen würde.

## Pålsboda–Finspång Jernvägsaktiebolag
Mit Ekman als Vorsitzenden fand in Finspång am 30. Dezember 1870 ein Treffen statt. Dort wurden konkrete Pläne vorgestellt und vereinbart, dass die geplante Eisenbahn in Pålsboda an die Västra stambanan anschließen solle. Es wurde auch vereinbart, Aktien zur Zeichnung aufzulegen. Zur Finanzierung wurden 1,4 Millionen Kronen in Aktien von 200 Kronen das Stück vorgeschlagen. Zudem wurde ein fünfköpfiger vorläufiger Vorstand gebildet, unter denen sich auch Ekman befand.
Ekman hatte bereits ein Jahr zuvor Kontakt mit Claes Adolf Adelsköld aufgenommen, der den Plan und den Kostenvoranschlag für eine Eisenbahn zwischen Finspång und Pålsboda erstellte. Bereits im Februar 1871 schätzte auch dieser die Kosten der Strecke auf 1,4 Millionen Kronen. Die Spurweite wurde mit drei schwedischen Fuß, somit 891 mm festgelegt. Die größte Neigung sollte 16,67 ‰ sein. Der minimale Radius sollte 800 Fuß nicht unterschreiten und die Schienen ein Metergewicht von zehn Pfund/Fuß (etwa 15 kg/m) haben. Mit diesen Voraussetzungen wurde eine Konzession beantragt. Zur gleichen Zeit wurde ein Staatsdarlehen beantragt und die Satzung der Aktiengesellschaft formuliert. Die Konzession wurde am 19. Januar 1872 erteilt, die Staatsanleihe jedoch abgelehnt.
Daher wurde eine Änderung des ursprünglichen Finanzierungsvorschlages durchgeführt. An Kapital waren jetzt nur noch 700 000 Kronen in 7000 Aktien zu 100 Kronen vorgesehen. In der Satzung wurde festgelegt, dass man den gleichen Betrag als Kredit aufnehmen könne. Das Unternehmen sollte gesamtschuldnerisch haften. Unter der Leitung von Ekman gab es eine weitere Versammlungen in Finspång am 3. Februar 1872. Dort wurde die Anleihe von 700.000 Kronen beschlossen, womit das notwendige Kapital zum Eisenbahnbau vorhanden war. O. Kamph wurde als Bauleiter eingesetzt – er wurde später Verkehrsleiter für die PFJ, FNJ und NÖJ und blieb bis 1901 in dieser Position. Adelsköld übernahm die Bauüberwachung.

## Bau der Strecke Pålsboda–Finspång
Anfang März 1872 begann der Bau der Strecke. Die Schienen wurden von der Finspångs styckebruk vor Ort hergestellt, ebenso wurden die Güterwagen für den Erztransport nach Zeichnungen von Adelsköld geliefert.
1873 ging das Geld zur Neige. Es stellte sich heraus, dass Adelsköld die Kosten zu niedrig berechnet hatte. Er hatte die Anzahl der notwendigen Bahnwärterhäuser unterschätzt und auch der nachträglich festgelegte stärkere Oberbau war ein nicht vorhergesehener Kostenfaktor. Zudem waren die Lohn- und Materialkosten mehr als erwartet gestiegen. Zusätzlich notwendige Lok- und Wagenbestellungen ließen die die Kosten explodieren.
Es wurde geschätzt, dass die Kapitalunterdeckung 413.000 Kronen betrug. Die Aktionärsversammlung beschloss, Vorzugsaktien für 500.000 Kronen in erster Linie für ehemaligen Aktionäre im Verhältnis ihrer Beteiligungen auszugeben. Die meisten Vorzugsaktien wurden von Ekman unterzeichnet. Damit war die Finanzlage des Unternehmens gewährleistet.
Die offizielle Einweihung fand am 19. September 1874 in Anwesenheit von König Oscar II. statt. Die Strecke war die dritte Strecke Schwedens mit 891 mm Spurweite, die für den allgemeinen Verkehr geöffnet wurde. Die 57,8 Kilometer lange Bahn hatte rund fünf Kilometer Nebengleise, der kleinste Radius betrug 270 Meter und die Höchstgeschwindigkeit wurde mit 25 km/h festgelegt.

## Fahrzeuge
Insgesamt wurden folgende Dampflokomotiven beschafft:
| Nummer | Name     | Bauart    | Achsfolge | Hersteller                   | Fabr.-Nr./ Baujahr | Besonderes                                       |
| ------ | -------- | --------- | --------- | ---------------------------- | ------------------ | ------------------------------------------------ |
| 1      | FINSPONG | Tenderlok | C 1 t     | Nydqvist & Holm, Trollhättan | 31 1873            | 1930 ausgemustert                                |
| 2      | BOO      | Tenderlok | C 1 t     | Nydqvist & Holm, Trollhättan | 30 1873            | 1923 ausgemustert                                |
| 3      | SONSTORP | Tenderlok | C 1 t     | Nydqvist & Holm, Trollhättan | 32 1873            | 1918 an Maltesholms Cement AB, 1930 ausgemustert |
| 4      | HADDEBO  | Tenderlok | 1 C t     | Nydqvist & Holm, Trollhättan | 56 1875            | 1919 nach Spitzbergen, 1939 ausgemustert         |

Dazu kamen neun Personenwagen und 105 Güterwagen, die für den anfallenden Verkehr ausreichend waren. Zwischen 1875 und 1877 erwirtschaftete die Bahn Überschüsse. 1878 gingen die Einnahmen zurück und 1879 mussten die Löhne der Beschäftigten reduziert werden. Die Mitarbeiter verdienten zwischen 360 und 600 Kronen pro Jahr, ein Bahnwärter rund 300 Kronen. Als die wirtschaftliche Lage wieder besser wurde, folgten Lohnerhöhungen von etwa fünf Kronen pro Monat für die meisten Mitarbeiter.

## Anschlussbahn Grytgöl–Ljusfallshammar
Adolf Burén aus Grytgöl, Inhaber der Grytgöls Bruks AB, bezahlte beim Bau der Strecke den Bahnhof Ljusfallshammar mit der Maßgabe, dass alle Züge der NÖJ dort halten sollten. Zudem ließ er eine Bahnstrecke von Ljusfallshammar nach Grytgöl errichten, die im Jahre 1913 in Betrieb genommen wurde. Obwohl die Bahnstrecke in der Spurweite 600 mm ausgeführt wurde und für alle Waren ein Umladen in Ljusfallshammar erforderlich machte, vereinfachte sie die Verkehrsverhältnisse sehr stark, denn nun konnte auf Fuhrwerke mit Ochsen und Pferde verzichtet werden.
1954 war das gesamte Material der Strecke sehr verschlissen. So wurde beschlossen, die Strecke zu schließen. Während all dieser Jahre war nur eine Lok im Einsatz. Es handelte sich um die bei Orenstein & Koppel im Betriebsteil Deutsche Feld & Industrie-Bahn-Werke, Danzig mit der Fabriknummer 1602 im Jahre 1905 hergestellte Lok mit der Achsfolge B t. Die Maschine kam über den Händler AB Järnvägsmateriel AJMA 1913 zur Grytgöls Bruks AB, erhielt den Namen GRYTGÖL und wurde nach der Stilllegung der Strecke 1955 ausgemustert.

## Erweiterungspläne
Die PFJ hatte zudem eine Verbindung sowie einen Gemeinschaftsverkehr, bestehend aus der Fiskeby Järnväg mit der Schifffahrtslinie auf dem See Glan. Das Dampfschiff Glan fuhr zwischen Finspång und Fiskeby. Mit der Eröffnung der Östra stambanan fuhr das Schiff nach Eksund, welches einen Bahnhof an der Strecke hatte. Dieser Bootsverkehr hatte Nachteile, weil die Güter mehrfach umgeschlagen werden mussten. Im Winter waren die Transporte schwierig, weil der See meist zugefroren war.

## Zusammenführung der Bahngesellschaften
Zu Beginn des Jahres 1895 gab es Überlegungen zur Zusammenführung der Schmalspurbahnen in der Provinz Östergötland. Nach der Inbetriebnahme der Pålsboda–Finspångs Järnväg (PFJ) bildeten sich vier neue Eisenbahngesellschaft in der Region um Pålsboda und Hultsfred. Dies waren die Finspång–Norsholms Järnväg (FNJ), die Norsholm–Ristens Kommunikationsaktiebolag (einschließlich der Strecke Norsholm–Bersbo) (NBJ), die Västervik–Åtvidaberg–Bersbo Järnväg (VÅBJ) und die Västervik–Hultsfreds Järnvägsaktiebolag (HWJ). PFJ und PNJ hatten eine gemeinsame Verwaltung ebenso wie die Unternehmen NBJ, VÅBJ und HWJ. Der Vorschlag war, zu untersuchen, ob es möglich war, die fünf separaten Eisenbahnen in einen gemeinsamen Verwaltung zusammenzuführen. Es stellte sich heraus, dass die Unternehmen zu unterschiedliche Auffassungen hatten, so dass der Vorschlag nicht verwirklicht wurde.
Unabhängig davon gab es im gleichen Jahr eine außerordentliche Hauptversammlung der FNJ, bei der Carl Edvard Ekman vorschlug, die Bahn an ein Konsortium zu verkaufen, welches die FNJ und die PFJ als gemeinsames Unternehmen betreiben sollte. Die Versammlung stimmte diesem Vorschlag unter den Bedingungen zu, dass die neue Gesellschaft die Verbindlichkeiten und die Zusagen aus dem Pensionsfonds übernehmen müsse. Den gleichen Vorschlag unterbreitete Ekman auch der Hauptversammlung der PFJ, wobei er durch Ax. Ekman von der Finspångs styckebruk Unterstützung bekam. Begründet wurde dieser Vorschlag hier mit der schwachen finanziellen Stellung der Aktiengesellschaft und den schlechten Zukunftsaussichten. Nach dem Beschluss der Versammlung wurde einem Verkauf zugestimmt, weil das neue Konsortium größere Zukunftssicherheit garantierte.
Die Aktionäre der beiden Gesellschaften stimmten dann in außerordentlichen Hauptversammlungen 1895 zu, diese an das Konsortium zu verkaufen. Dies hatte die Gründung der Norra Östergötlands Järnvägsaktiebolag (NÖJ) zur Folge.

## Norra Östergötlands Järnvägsaktiebolag
Die Norra Östergötlands Järnvägsaktiebolag wurde am 30. November 1895 gegründet. Zweck der Gesellschaft war der Erwerb der Pålsboda–Finspångs Järnvägsaktiebolag und der Finspång–Norsholms Järnvägsaktiebolag, um deren Strecken gemeinsam zu betreiben. Der erste Vorstand bestand aus Oberstleutnant G. K. Falkengren, Bankdirektor B. Söderbaum und Hüttenbesitzer O. Lundqvist. Als Vorstandsvorsitzender wurde Falkengren gewählt. Die Satzung der Aktiengesellschaft wurde am 6. Dezember 1895 genehmigt. Der Sitz der Gesellschaft wurde Norrköping. Man konnte das Staatsdarlehen der FNJ ebenso wie Konzessionen der beiden Bahngesellschaften für ihre Strecken übernehmen.
Während man zuvor das Eigentum der beiden Gesellschaften strikt auseinandergehalten hatte und sogar die Reisenden in Finspång in die Züge der anderen Gesellschaft umsteigen mussten, fuhren ab der Gründung der Gesellschaft durchgehende Züge zwischen Pålsboda und Norsholm. Formell übernahm die NÖJ den Betrieb der PFJ und FNJ am 1. Januar 1896.
Die weitere Streckengeschichte ist unter Bahnstrecke Örebro–Norrköping zu finden.